# カイノア・ロイド
カイノア・ロイド（Kainoa Lloyd、1994年5月21日 - ）は、メジャーリーグラグビー、ヒューストン・セイバーキャッツに所属するラグビー選手。

## プロフィール
- カナダ・ミシサガ出身[1]
- ポジションはウィング(WTB)、センター(CTB)。
- 身長 180cm、体重 93kg
- カナダ代表キャップは13（2025年4月現在）。

## 略歴
オンタリオ・ブルーズ、トロント・アローズ、サンディエゴ・リージョンを経て、2023年、ヒューストン・セイバーキャッツに加入。 
2019年、ラグビーワールドカップ2019のカナダ代表に追加召集。 